# Modelul de comunicare al lui Lasswell
Modelul lui Lasswell reprezintă unul dintre primele modele de comunicare (1948):
Cine? - Ce spune? - Prin ce canal? - Cui? - Cu ce efect?
Modelul lui Harold Lasswell permite multe aplicații în cercetarea comunicării de masă. El dă de înțeles că un mesaj poate fi purtat de mai multe canale. Cine? ridică problema controlului mesajului. Ce spune? este subiectul analizei de conținut. Canalele de comunicare sunt studii din analiza suporturilor. Cui? se referă la receptor și la analiza audienței.
Modelul lui Lasswell a fost criticat deoarece pare să implice prezența unui comunicator și a unui mesaj intenționat. S-a spus despre acest model că este suprasimplificat, dar, ca orice alt model bun, el și-a focalizat atenția asupra aspectelor importante ale comunicării.